# Championnat de Formule 4 de la NACAM
Le Championnat de Formule 4 de la NACAM est une compétition automobile de Formule 4 se déroulant au Mexique.

## Palmarès
| Année     | Vainqueur                                           | Ecurie                                              |
| --------- | --------------------------------------------------- | --------------------------------------------------- |
| 2015-2016 | Axel Matus                                          | Telcel RPL Racing                                   |
| 2016-2017 | Calvin Ming                                         | Ram Racing                                          |
| 2017-2018 | Moisés de la Vara                                   | Scuderia Martiga EG                                 |
| 2018-2019 | Manuel Sulaimán                                     | Ram Racing                                          |
| 2019-2020 | Noel León                                           | Ram Racing                                          |
| 2021      | Saison annulée en raison de la pandémie de Covid-19 | Saison annulée en raison de la pandémie de Covid-19 |
| 2022      | Juan Felipe Pedraza                                 | Ram Racing                                          |
| 2023      | Pedro Juan Moreno                                   | Ram Racing                                          |
| 2024-2025 |                                                     |                                                     |